# Janne Heikkinen
Janne Heikkinen (ur. 11 kwietnia 1976 w Kajaani) – fiński siatkarz, reprezentant kraju, grający na pozycji środkowego. Występował między innymi w polskim klubie PGE Skra Bełchatów. Zakończył karierę po sezonie 2008/2009.

## Przebieg kariery
| 1993–1998 | Raision Loimu               |
| 1998–1999 | CV Guagas Las Palmas        |
| 1999–2001 | Kappa Torino                |
| 2001–2002 | Olympiakos Pierus           |
| 2002–2003 | Sire Cucine Ancona          |
| 2003–2004 | Aon hotVolleys Wiedeń       |
| 2004–2005 | Südtirol Alto Adige Bolzano |
| 2005–2006 | Prisma Taranto              |
| 2006–2009 | PGE Skra Bełchatów          |

## Sukcesy klubowe
Mistrzostwo Finlandii:
- 1997
- 1994

Mistrzostwo Hiszpanii:
- 1999

Liga Mistrzów:
- 2002
- 2008

Superpuchar Grecji:
- 2001

Mistrzostwo Grecji:
- 2002

Mistrzostwo Austrii:
- 2004

Puchar Polski:
- 2007, 2009

Mistrzostwo Polski:
- 2007, 2008, 2009

## Sukcesy reprezentacyjne
Liga Europejska:
- 2005